# 常山 (光緒進士)
常山，字伯仁，号小轩，宁古塔氏，滿洲鑲黃旗人，清朝政治人物。進士出身。
光緒二年（1876年），參加丙子恩科會試，得貢士第55名。殿試登進士2甲第132名。同年五月（6月3日），改庶吉士。光緒三年四月癸丑（1877年6月9日），翰林院散馆，著以六部部屬用。